# Прелленкирхен
Прелленкирхен (нем. Prellenkirchen) — ярмарочная коммуна (нем. Marktgemeinde) в Австрии, в федеральной земле Нижняя Австрия. 
Входит в состав округа Брук-на-Лайте.  Население составляет 1557 человека (на 31 декабря 2016 года). Занимает площадь 41,54 км². Официальный код  —  3 07 19.

## Политическая ситуация
Бургомистр коммуны — Йохан Кёк (АНП) по результатам выборов 2015 года.
Совет представителей коммуны (нем. Gemeinderat) состоит из 19 мест.
- АНП занимает 15 мест.
- СДПА занимает 4 места.